# Facundo Santiago Rodríguez
Facundo Santiago Rodríguez (San Martín, Mendoza, Argentina; 26 de febrero de 2000) es un futbolista argentino. Juega de defensa y su equipo actual es Estudiantes de La Plata de la Primera División de Argentina.

## Trayectoria
La carrera de Rodríguez comenzó con Godoy Cruz. Fue seleccionado para su debut profesional el 30 de marzo de 2019, con Lucas Bernardi eligiéndolo para iniciar en la victoria 2-1 sobre Patronato en el estadio Malvinas Argentinas.
En enero de 2022, Rodríguez se unió al club de Puerto Madryn, Chubut, que jugó en la Primera B Nacional, Guillermo Brown.
El 26 de diciembre de 2022 se hizo oficial su incorporación por parte de Liga Deportiva Universitaria, de la Serie A de Ecuador, con un contrato por un año con opción a renovación. En el cuadro quiteño, Rodríguez se consolidó como titular absoluto y pieza clave en una estupenda campaña que se coronó con la obtención de la Copa Sudamericana 2023 y el torneo ecuatoriano del mismo año. 
Al finalizar junio de 2024, firmó contrato con Estudiantes de La Plata. La operación incluye que el Estudiantes adquiera el 60% de los derechos del jugador a cambio de una cifra cercana a los 1.400.000 dólares, distribuidos entre el 50% que pertenecía a Liga Deportiva Universitaria y el 10% de Godoy Cruz. El 20 de octubre de 2024 convierte su primer gol en la institución de La Plata.
El 21 de diciembre de 2024 integró el plantel de Estudiantes de La Plata que obtuvo el Trofeo de Campeones de la Liga Profesional 2024.

## Selección nacional

### Selecciones juveniles
En febrero de 2018, Rodríguez recibió una convocatoria para entrenar con la selección de fútbol sub-19 de Argentina.

## Estadísticas

### Clubes
Actualizado al último partido disputado el 17 de agosto de 2025.
| Club                                   | Div.          | Temporada     | Liga  | Liga  | Copas nacionales | Copas nacionales | Copas internacionales | Copas internacionales | Total | Total | Total |
| Club                                   | Div.          | Temporada     | Part. | Goles | Part.            | Goles            | Part.                 | Goles                 | Part. | Goles |       |
| -------------------------------------- | ------------- | ------------- | ----- | ----- | ---------------- | ---------------- | --------------------- | --------------------- | ----- | ----- | ----- |
| Godoy Cruz Argentina                   | 1.ª           | 2018-19       | 2     | 0     | 1                | 0                | —                     | —                     | 3     | 0     |       |
| Godoy Cruz Argentina                   | Total club    | Total club    | 2     | 0     | 1                | 0                | 0                     | 0                     | 3     | 0     |       |
| Temperley Argentina                    | 2.ª           | 2021          | 12    | 0     | 2                | 0                | —                     | —                     | 14    | 0     |       |
| Temperley Argentina                    | Total club    | Total club    | 12    | 0     | 2                | 0                | 0                     | 0                     | 14    | 0     |       |
| Guillermo Brown Argentina              | 2.ª           | 2022          | 28    | 2     | —                | —                | —                     | —                     | 28    | 2     |       |
| Guillermo Brown Argentina              | Total club    | Total club    | 28    | 2     | 0                | 0                | 0                     | 0                     | 28    | 2     |       |
| Liga Deportiva Universitaria · Ecuador | 1.ª           | 2023          | 26    | 1     | 0                | 0                | 11                    | 1                     | 37    | 2     |       |
| Liga Deportiva Universitaria · Ecuador | 1.ª           | 2024          | 11    | 0     | 0                | 0                | 5                     | 0                     | 16    | 0     |       |
| Liga Deportiva Universitaria · Ecuador | Total club    | Total club    | 37    | 1     | 0                | 0                | 16                    | 1                     | 53    | 2     |       |
| Estudiantes de La Plata Argentina      | 1.ª           | 2024          | 14    | 1     | 0                | 0                | —                     | —                     | 14    | 1     |       |
| Estudiantes de La Plata Argentina      | 1.ª           | 2025          | 14    | 0     | 3                | 0                | 6                     | 0                     | 23    | 0     |       |
| Estudiantes de La Plata Argentina      | Total club    | Total club    | 28    | 1     | 3                | 0                | 6                     | 0                     | 37    | 1     |       |
| Total carrera                          | Total carrera | Total carrera | 107   | 4     | 6                | 0                | 22                    | 1                     | 135   | 5     |       |
| 1. 2.                                  |               |               |       |       |                  |                  |                       |                       |       |       |       |

## Palmarés

### Campeonatos nacionales
| Título              | Club                         | Año  |
| ------------------- | ---------------------------- | ---- |
| Serie A de Ecuador  | Liga Deportiva Universitaria | 2023 |
| Trofeo de Campeones | Estudiantes de La Plata      | 2024 |

### Campeonatos internacionales
| Título            | Club                         | Año  |
| ----------------- | ---------------------------- | ---- |
| Copa Sudamericana | Liga Deportiva Universitaria | 2023 |

## Redes sociales
- Instagram

- Datos: Q63340487